# Fluorid curiový
Fluorid curiový je anorganická sloučenina s chemickým vzorcem CmF6. Jedná se o hypotetickou sloučeninu, avšak uvádí se, že byla termochromatograficky identifikovaná.

## Příprava
Uvádí se, že fluorid curiový lze připravit reakcí fluoridu boritého, fluoru a curia při teplotě 800 °C.